# Missió de les Nacions Unides a Libèria
La Missió de les Nacions Unides a Libèria (coneguda també com a UNMIL, per les seves sigles en anglès) és una força internacional de manteniment de la pau desplegada a Libèria des de 2003 per substituir la Missió d'Observació de les Nacions Unides a Libèria (UNOMIL). El mandat de la UNMIL està desenvolupat en la resolució 1509 del Consell de Seguretat del 19 de setembre de 2003 després de la dimissió del president Charles Ghankay Taylor i la conclusió de la Segona Guerra Civil liberiana.
La missió de manteniment de la pau es retirarà formalment el 30 de març de 2018. En el seu apogeu constava de 15.000 personal militar de les Nacions Unides i 1.115 policies, juntament amb un component civil. Va substituir la Missió d'Observació de les Nacions Unides a Libèria (UNOMIL). A partir de juliol de 2016, 1.240 militars de l'ONU i 606 policies de la policia restaran al terreny, però només s'hi quedaran en cas d'emergència.

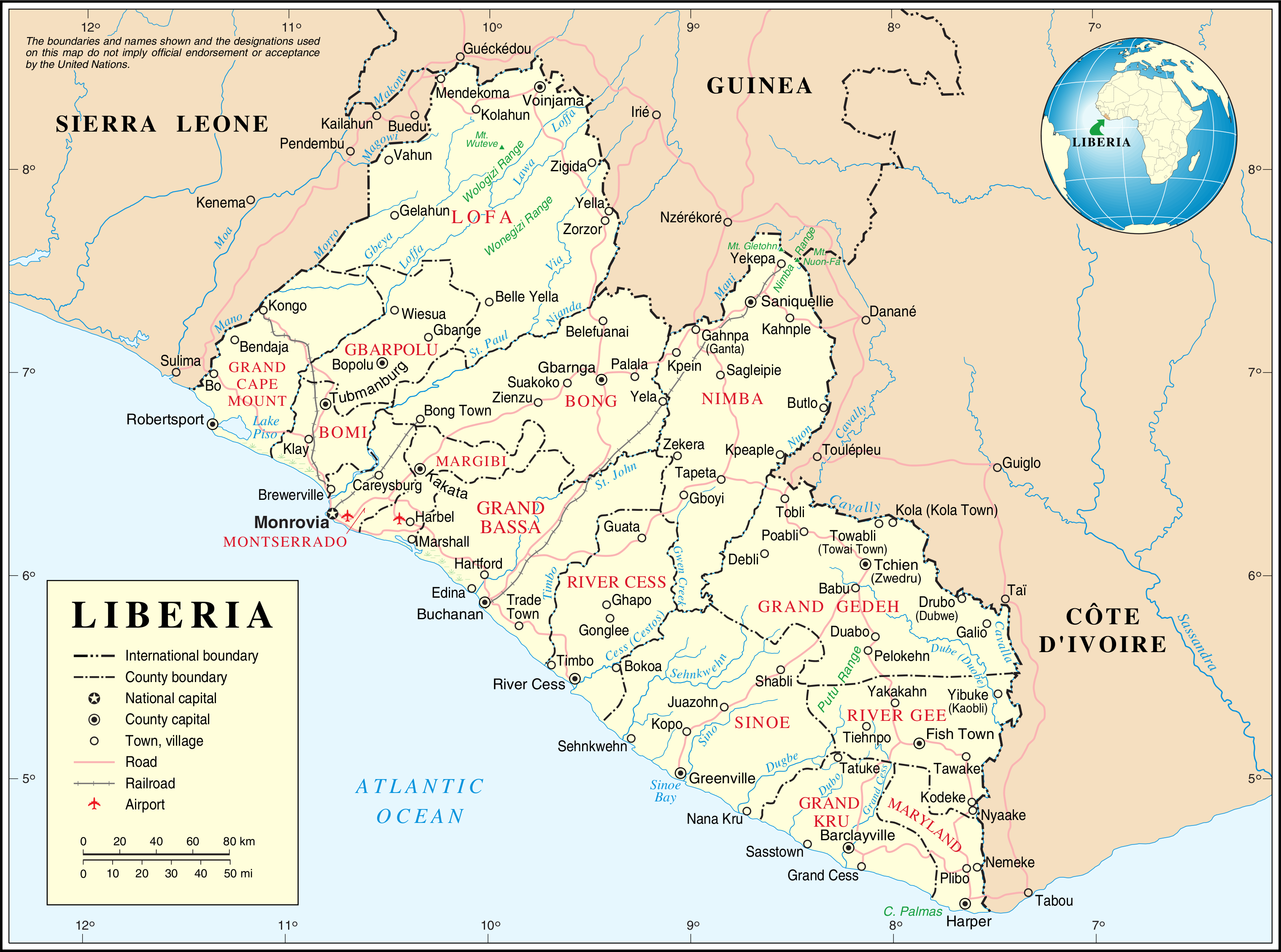
mapa de Libèria

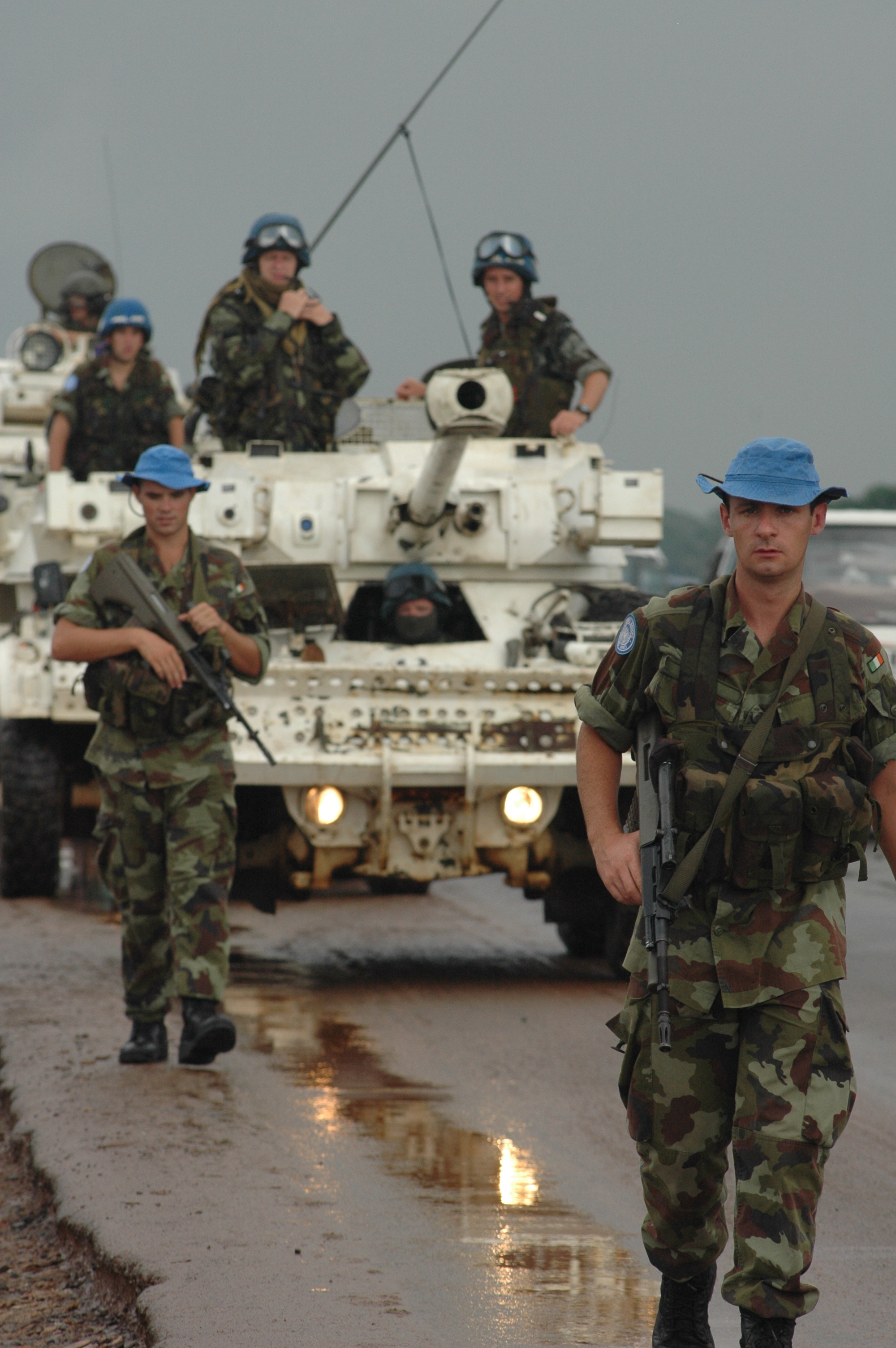
Tropes irlandeses d'UNMIL patrullant un Panhard AML-90, juliol de 2006.

## Mandat
Originàriament, segons la resolució 1509, els objectius principals de la missió eren: 
- la supervisió de l'alto el foc i el procés de pau al país
- la protecció del personal i instal·lacions de les Nacions Unides i de la població civil; el suport d'activitats relacionades amb l'assistència humanitària i els drets humans
- la formació dels cossos de seguretat locals.

Posteriorment, amb l'aprovació de la resolució 1638 d'11 de novembre de 2005, el mandat va ser estès de tal manera que s'incloïa com a element addicional la captura i detenció de l'expresident de Libèria Charles Taylor en el cas que tornés al país per al seu processament pel Tribunal Especial per a Sierra Leone.

## Efectius
A data 31 de juliol de 2011 la UNMIL estava composta per 9.200 efectius uniformats, dels quals 7.782 eren soldats, 130 observadors militars i 1.288 policies. A més la força estava complementada per 471 civils internacionals personal de les Nacions Unides, 997 civils locals personal de les Nacions Unides i 233 voluntaris de les Nacions Unides. Des de la seva creació en 2003 la UNMIL havia sofert 160 baixes en total entre personal uniformat (soldats i policies) i personal civil (observadors internacionals i personal civil internacional i local).
El comandant de la força en desembre de 2015 era el general nigerià Salihu Zaway Uba. El general Luka Yusuf de Nigèria va servir com a comandant del Sector 1, abans de convertir-se en Comandant Oficial a càrrec de les noves Forces Armades de Libèria com un dels principals generals al març de 2006. De 2012 de 2013, el general de brigada de l'Exèrcit dels Estats Units Hugh Van Roosen va comandar la missió, el primer estatunidenc des de 1996 a Bòsnia.